# Micropsectra clastrieri
Micropsectra clastrieri är en tvåvingeart som beskrevs av Reiss 1969. Micropsectra clastrieri ingår i släktet Micropsectra och familjen fjädermyggor. Inga underarter finns listade i Catalogue of Life.